# Plaza Clucellas
Plaza Clucellas es una localidad del departamento Castellanos, provincia de Santa Fe, Argentina. Se encuentra a 105 km de la ciudad de Santa Fe, 250 km de la ciudad de Rosario. Está a la vera de la RP 13, y a 4 km de la RN 19.

## Población
Cuenta con 1,647 habitantes (Indec, 2010), lo que representa un incremento frente a los 1,502 habitantes (Indec, 2001) del censo anterior.
| Gráfica de evolución demográfica de Plaza Clucellas entre 1991 y 2010 |
|                                                                       |
| Fuente: Censos nacionales del INDEC                                   |

## Patrono
Festividad Natividad de María Santísima.

## Creación de la Comuna
La Comuna fue creada en el año 1882.

## Toponimia
José Marìa Clucellas y su hermano Francisco Clucellas fundan Clucellas en 1882, y la estación Clucellas en 1888. La antigua subdivisión del pueblo era justamente el pueblo y el "Campo Las Mercedes"

## Geografía
La localidad, cabecera de la comuna homónima, está situada a los 31,25° latitud S y a los 61,40° longitud O.

## Historia
La colonización agrícola, como parte de un proceso de desarrollo, significó un jalón de verdadera importancia en la evolución histórica y económica de este pueblo. Posibilitó el afincarse poblaciones europeas dedicadas a la agricultura: la inmigración provenía de las zonas menos desarrolladas de Europa. 
En el departamento Castellanos y en el de San Justo, el proceso colonizador correspondió al llamado periodo de colonización particular. En nuestro departamento, el poblamiento tuvo su origen en una expansión de la colonia de Esperanza. El impulso colonizador tuvo una figura brillante en la persona de Guillermo Lehmann, quien forma sociedades con terratenientes y en pocos años surgen colonias agrícolas, teniendo como cabecera la actual ciudad de Rafaela.

## Centro de salud
Es el efector 03314, en Bv. Buenos Aires 235; responsable Ricardo González, Laura Silvestro

## Educación
- Jardín N.º 308
- Escuela primaria Nº404 "Sarmiento"
- Escuela de Enseñanza Media N.º 302 "Aarón Castellanos"
- EEMPA Nº6001 Anexo Clucellas

## Cultura
- Bib.Pop. Presbítero A. Bonini, 9 de julio s/n.

## Deportes
Club Atlético Florida: colores rojo y blanco a bastones verticales (4 rojos y tres blancos como lo refleja su escudo), fundado el 26 de febrero de 1924, en el mismo se desarrollan las siguientes disciplinas practicadas por 500 asociados: futbol (afiliado a la Liga Rafaelina de Fútbol), danza jazz, patín artístico, gimnasio con aparatos, gimnasia para damas, hockey femenino, paddle, tenis (cuenta con 2 canchas de polvo de ladrillo) y vóley. También tiene anexado el jardín maternal Bichitos Colorados, al que asisten importante cantidad de niños de la localidad. Posee un salón social donde se realizan las fiestas y eventos más importantes de la localidad.
Sociedad Tiro Federal Argentino: colores verde y blanco, también conocida como C.A.M.E.O. (Círculo Aeromodelismo Eduardo Olivero), en esta institución se practican los deportes: bochas, pelota paleta (frontón) y vóley.

## Personalidades
- Carlos Pairetti, campeón de Turismo Carretera en 1968. Nació en Clucellas, pero desde pequeño emigró hacia Arrecifes (Argentina), provincia de Buenos Aires.
- Rodolfo D. Vittorini: Militante del Partido Justicialista, ocupó el cargo de secretario comunal, asesor y consejero permanente del presidente.
- Alberto Brocca, médico cirujano histórico en el pueblo. Nació en Clucellas el 16 de enero de 1934. Actualmente en ejercicio.
- Tatela Trossero: empresario vinculados a famosas figuras del espectáculo.
- Jorge Chiabrera. Médico cirujano histórico en el pueblo.
- Ezequiel Mina, pianista radicado en la ciudad de Rosario.

## Parroquias de la Iglesia católica en Clucellas
| Diócesis  | Rafaela                          |
| --------- | -------------------------------- |
| Parroquia | Natividad de la Santísima Virgen |

### Ubicación geográfica
- Coord. geográficas e imágenes satelitales de Clucellas

- Datos: Q5768537